# Lijst van voetbalinterlands Nederland - Verenigde Staten (vrouwen)
Deze lijst van voetbalinterlands is een overzicht van alle officiële voetbalwedstrijden tussen de nationale vrouwenteams van Nederland en de Verenigde Staten. De landen hebben tot op heden dertien keer tegen elkaar gespeeld. De eerste ontmoeting, een vriendschappelijke wedstrijd, werd gespeeld in Vianen op 28 mei 1991. De laatste ontmoeting, een vriendschappelijke wedstrijd, vond plaats op 3 december 2024 in Den Haag.

## Wedstrijden
| №  | Plaats     | Datum             | Competitie        | Wedstrijd                    | Uitslag |
| -- | ---------- | ----------------- | ----------------- | ---------------------------- | ------- |
| 1  | Vianen     | 28 mei 1991       | Vriendschappelijk | Nederland − Verenigde Staten | 4 − 3   |
| 2  | San Diego  | 18 april 1996     | Vriendschappelijk | Verenigde Staten − Nederland | 1 − 3   |
| 3  | Fullerton  | 20 april 1996     | Vriendschappelijk | Verenigde Staten − Nederland | 6 − 0   |
| 4  | Milwaukee  | 13 mei 1999       | Vriendschappelijk | Verenigde Staten − Nederland | 5 − 0   |
| 5  | Chicago    | 16 mei 1999       | Vriendschappelijk | Verenigde Staten − Nederland | 3 − 0   |
| 6  | Seoel      | 2 november 2011   | Vriendschappelijk | Nederland − Verenigde Staten | 0 − 2   |
| 7  | Den Haag   | 9 april 2013      | Vriendschappelijk | Nederland − Verenigde Staten | 1 − 3   |
| 8  | Atlanta    | 19 september 2016 | Vriendschappelijk | Verenigde Staten − Nederland | 3 − 1   |
| 9  | Lyon       | 7 juli 2019       | WK 2019           | Verenigde Staten − Nederland | 2 − 0   |
| 10 | Breda      | 27 november 2020  | Vriendschappelijk | Nederland − Verenigde Staten | 0 − 2   |
| 11 | Yokohama   | 30 juli 2021      | OS 2020           | Nederland − Verenigde Staten | 2 − 2   |
| 12 | Wellington | 27 juli 2023      | WK 2023           | Verenigde Staten − Nederland | 1 − 1   |
| 13 | Den Haag   | 3 december 2024   | Vriendschappelijk | Nederland − Verenigde Staten | 1 − 2   |

## Samenvatting
| Competitie        | Totaal gespeeld | Winst Nederland | Gelijk | Winst Verenigde Staten | Doelsaldo Nederland – Verenigde Staten |
| ----------------- | --------------- | --------------- | ------ | ---------------------- | -------------------------------------- |
| WK-eindronde      | 2               | 0               | 1      | 1                      | 1 − 3                                  |
| Olympische Spelen | 1               | 0               | 1      | 0                      | 2 − 2                                  |
| Vriendschappelijk | 10              | 2               | 0      | 8                      | 10 − 30                                |
| Totaal            | 13              | 2               | 2      | 9                      | 13 − 35                                |